# Stanisław Lityński
Stanisław Michał Lityński (ur. 28 września 1895 w Stanisławowie, zm. 18 kwietnia 1958 w Londynie) – pułkownik dyplomowany piechoty Wojska Polskiego, kawaler Orderu Virtuti Militari.

## Życiorys
Po ukończeniu gimnazjum w Stanisławowie rozpoczął studia prawnicze na Uniwersytecie Franciszkańskim we Lwowie. Od 1912 był członkiem Polskich Drużyn Strzeleckich – podoficerem w 24 Polskiej Drużynie Strzeleckiej w Stanisławowie dowodzonej przez podchorążego Stanisława Sosabowskiego. Równocześnie dowodził jedną z trzech stanisławowskich drużyn skautowych tworzących hufiec pod komendą Stanisława Sosabowskiego.
W sierpniu 1914 roku na czele plutonu złożonego z czterdziestu „drużyniaków”, w pełni umundurowanych i uzbrojonych w karabiny Mannlicher, wyruszył do Krakowa, a następnie do Krzeszowic. Tam otrzymał polecenie oddania posiadanych karabinów innemu oddziałowi Legionów Polskich. Odmówił wykonania tego polecenia, gdyż uznał to za „ubliżenie godności żołnierskiej”, a ponadto karabiny stanowiły osobistą własność żołnierzy. Po odmowie oddania broni dowodzony przez niego pluton został rozbrojony i powrócił do Stanisławowa.
Następnie został zmobilizowany do cesarsko-królewskiej Obrony Krajowej. Jego oddziałem macierzystym był Pułk Piechoty Obrony Krajowej Nr 32, który w 1917 został przemianowany na Pułk Strzelców Nr 32. Początkowo był aspirantem oficerskim, a 1 sierpnia 1916 został mianowany na stopień podporucznika rezerwy. W okresie od kwietnia do listopada 1918 był członkiem Polskiej Organizacji Wojskowej we Lwowie i Stanisławowie. W listopadzie tego roku był aresztowany przez Ukraińców.
Od stycznia do kwietnia 1919 dowodził kompanią powiatową w Limanowej. Do czerwca 1921 dowodził kompanią i batalionem w 2 pułku strzelców podhalańskich. 3 maja 1922 roku został zweryfikowany w stopniu kapitana ze starszeństwem z dniem 1 czerwca 1919 roku i 228. lokatą w korpusie oficerów piechoty. Urlopowany z wojska dla ukończenia studiów. Powrócił w lutym 1923 roku i przez 9 kolejnych miesięcy pełnił służbę w Oddziale I Sztabu Generalnego. 24 stycznia 1924 roku został przydzielony do macierzystego 43 pułku piechoty w Dubnie z równoczesnym odkomenderowaniem do Doświadczalnego Centrum Wyszkolenia w Rembertowie na stanowisko wykładowcy. Po pomyślnym złożeniu egzaminów, z dniem 1 listopada 1924 przydzielony został do Wyższej Szkoły Wojennej w Warszawie, w charakterze słuchacza kursu normalnego 1924–1926, pozostając oficerem nadetatowym 43 pp. 1 grudnia 1924 roku został awansowany na majora ze starszeństwem z dniem 15 sierpnia 1924 roku i 58. lokatą w korpusie oficerów piechoty. Po ukończeniu nauki otrzymał tytuł oficera Sztabu Generalnego i ponowny przydział do SG. Do listopada 1927 był kierownikiem referatu, a następnie wykładowcą taktyki ogólnej w Wyższej Szkole Wojennej. 24 grudnia 1929 roku został awansowany na podpułkownika ze starszeństwem z dniem 1 stycznia 1930 roku i 23. lokatą w korpusie oficerów piechoty. Z dniem 20 listopada 1932 przeniesiony do 4 pułku strzelców podhalańskich w Cieszynie na stanowisko zastępcy dowódcy. 22 grudnia 1934 roku ogłoszono jego przeniesienie do Wyższej Szkoły Wojennej. Generał Franciszek Skibiński, słuchacz XIV promocji WSWoj. 1933–1935 wspominał: „(...) od razu zyskał zarówno nasze uznanie, jak i sympatię. Był równie doświadczony, wykształcony i uzdolniony, jak Jaklicz, natomiast o wiele mniej grandilokwentny, a za to prostszy i bardziej przystępny. Doprowadził naszą promocję do zwycięskiego zakończenia i wspominamy go jak najlepiej (...)”. 31 sierpnia 1935 roku ogłoszono jego przeniesienie do 85 pułku piechoty w Nowej Wilejce na stanowisko dowódcy pułku. W październiku 1937 roku powrócił do Wyższej Szkoły Wojennej na stanowisko wykładowcy taktyki ogólnej. Na stopień pułkownika został awansowany ze starszeństwem z dniem 19 marca 1938 roku i 16. lokatą w korpusie oficerów piechoty. Od listopada 1938 do marca 1939 roku był dyrektorem nauk kursu doskonalącego dla oficerów dyplomowanych. Równocześnie od 23 marca 1939 pełnił funkcję szefa sztabu Armii „Poznań”. Na tym stanowisku odbył kampanię wrześniową i uczestniczył w bitwie nad Bzurą. W 1939 roku był prezesem Koła Stanisławowian Towarzystwa Rozwoju Ziem Wschodnich.
Po kapitulacji Warszawy w niewoli niemieckiej, w Oflagu VII A w Murnau, gdzie prowadził wykłady z taktyki. Generał Juliusz Rómmel w opinii sporządzonej prawdopodobnie w marcu lub kwietniu 1945 roku napisał: „nadaje się do pracy w sztabach oraz na stanowisko dowódcze, do dowódcy dywizji włącznie”. Po zakończeniu II wojny światowej w Europie skierowany do 2 Korpusu Polskiego we Włoszech. Do listopada 1945 roku odbył praktykę na stanowisku II zastępcy dowódcy 5 Kresowej Dywizji Piechoty. Przeniesiony do Londynu objął przewodnictwo Podkomisji Historycznej Armii Krajowej. Od 10 grudnia 1946 roku pełnił służbę w Samodzielnej Sekcji Badań Wojskowo-Historycznych, przemianowanej później na Komisję Historyczną byłego Sztabu Głównego WP.
Zmarł 18 kwietnia 1958 w Londynie. Pochowany na Cmentarzu North Sheen. Naczelny Wódz generał broni Władysław Anders awansował go pośmiertnie na generała brygady ze starszeństwem z dniem 1 stycznia 1964 roku w korpusie generałów.
Generał Lityński był żonaty z Julią Sztolcmanówną, z którą miał syna Józefa (1928–2013) – geofizyka, klimatologa i działacza polonijnego.

## Ordery i odznaczenia
- Krzyż Srebrny Orderu Wojskowego Virtuti Militari (1921)[22][23]
- Krzyż Kawalerski Orderu Odrodzenia Polski (10 listopada 1933)[24]
- Krzyż Walecznych (czterokrotnie)
- Złoty Krzyż Zasługi (11 listopada 1937)[25]
- Medal Niepodległości (8 listopada 1937)[26]
- Signum Laudis Brązowy Medal Zasługi Wojskowej z mieczami na wstążce Krzyża Zasługi Wojskowej (Austro-Węgry)[5]
- Srebrny Medal Waleczności 1 klasy (Austro-Węgry)[5]